# Inge Heltenová
Ingeborg „Inge“ Heltenová (* 31. prosince 1950) je bývalá atletka ze západního Německa, která soutěžila hlavně v běhu na 100 metrů.